# 本田喜代治
本田 喜代治（ほんだ きよじ、1896年10月15日 - 1972年10月22日）は、日本の社会学者。
兵庫県揖保郡旭陽村高田（現姫路市網干区高田）生まれ。兵庫県立第一神戸中学校、第三高等学校一部丁類卒業。1918年東京帝国大学文学部文学科（フランス文学専攻）に入学するが、一年で社会学科に転科し、1922年卒業。卒業論文は『犯罪と刑罰』。1924年、法政大学予科講師。文部省、司法省嘱託。1932年大阪高等学校教授。1933年反軍国主義的言動を理由に大阪高等学校を辞職させられる。1946年立教大学講師のち教授、1949年名古屋大学文学部教授、文学部長、1960年法政大学社会学部教授、1967年和光大学教授。

## 著書

### 単著
- 『コント研究 その生涯と学説』（芝書店　1935年）
- 『フランス学派中心哲学及び社会学研究』泰山房　1937
- 『フランス革命史』小石川書房　1948　のち法政大学出版局
- 『近代フランス社会思想の成立』日本評論社　1949
- 『社会思想史 あるいは思想の社会史』培風館　1951
- 『新しい人間像の探求 ヒウマニズムの歴史的理解をとおして』培風館　1955　黎明叢書
- 『社会学入門―史的唯物論による基礎づけ』（培風館, 1958年）
- 『社会学史入門―社会史的考察』（培風館 1962年）
- 『本田喜代治フランス社会思想研究』全3巻　法政大学出版局　1968-70
- 『旃陀羅の子―ある心の遍歴』（法政大学出版局 1970年）
- 『科学的認識へのあゆみ 社会学とわたし』新日本選書　1973

### 共著
- 『仏蘭西自然主義』辰野隆共著　三省堂　1936
- 『モリエール』辰野隆共著　創元社　1939

### 共編
- 『社会思想史』水田洋共編　ミネルヴァ書房　1954
- 『進歩と革命の思想 西洋編』江口朴郎,浜林正夫共編　新日本選書　1972

### 翻訳
- セー・ブーグレ『平等思想の社会学的考察 附録・分業論』木村健助共訳　叢文閣 1927
- ブーグレ『社会学入門』牧野巽共訳　刀江書院 1929
- ジャン・ジャック・ルソー『人間不平等起原論』岩波文庫 1933（のち平岡昇共訳）
- ディドロオ『ラモオの甥』芝書店 1935　のち岩波文庫（のち平岡昇共訳）
- 『バルザツク全集 セラフィタ』辰野隆共訳 河出書房 1935（のち弘文堂・世界文庫）
- モリス・バレス『コレット・ボドッシュ』白水社 1940
- ガストン・セレル『独仏関係一千年史』白水社 1941
- ベルナール・ファイ『アメリカ文明の批判』筑摩書房 1943
- ジョン・デュウィ『單一世界社會への道』綜合アメリカ研究所 1947　アメリカ研究叢書
- 『先駆者の言葉 ルッソー珠玉集』訳編　小石川書房 1948
- ジョルジュ・コニヨ『民族問題 プロレタリヤ国際主義とブルジョワ世界主義』大月書店 1952
- アンリ・ルフェーヴル『弁証法的唯物論』新評論社 1953
- 『アジア的生産様式の問題』編訳　岩波書店 1966

### その他
- 『日々の糧』（本田喜代治追悼文集刊行会, 1973年）
- 芥川集一「本田喜代治先生を偲ぶ」『社会学評論』第24巻第3号、（1973年、通巻95号）

## 論文
- 「社会意識に関する学説」『我等』第4巻 8号 1922
- 「酒精飯用の社会心理」『我等』第4巻 10号 1922
- 「犯罪現象の精神分析」『我等』第5巻 5号 1923
- 「社会的事実の精神分析的説明に就て」『我等』第8巻 1号 1926
- 「心理学の新しい方向に就て」『思想』第143号 - 147号 1934
- 「実証哲学に於ける心理学の位置」『(年報) 社会学』第2輯 1934